# Haley Cope
Heley Cope (Estados Unidos, 11 de abril de 1979) es una nadadora estadounidense retirada especializada en pruebas de estilo espalda corta distancia, donde consiguió ser campeona mundial en 2001 en los 50 metros estilo espalda.
Consiguió la medalla de plata olímpica en Atenas 2004 nadando las series eliminatorias del relevo 4x100 metros estilos.

## Carrera deportiva
En el Campeonato Mundial de Natación de 2001 celebrado en Fukuoka ganó la medalla de oro en los 50 metros estilo espalda, con un tiempo de 28.51 segundos, por delante de la alemana Antje Buschschulte (plata con 28.53 segundos) y su compatriota estadounidense Natalie Coughlin (bronce con 28.54 segundos).